# Tablica informacyjna (budownictwo)

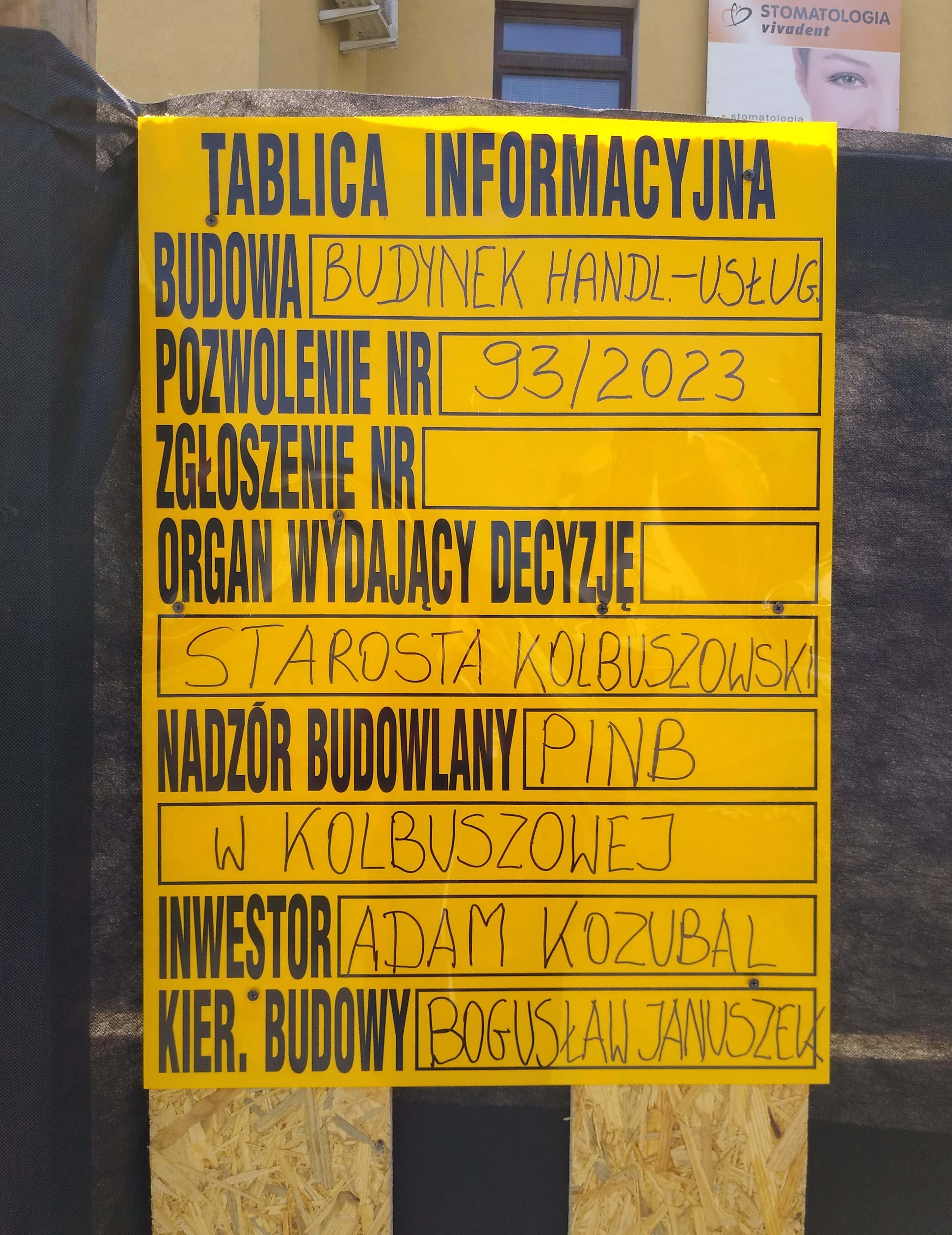
Tablica informacyjna

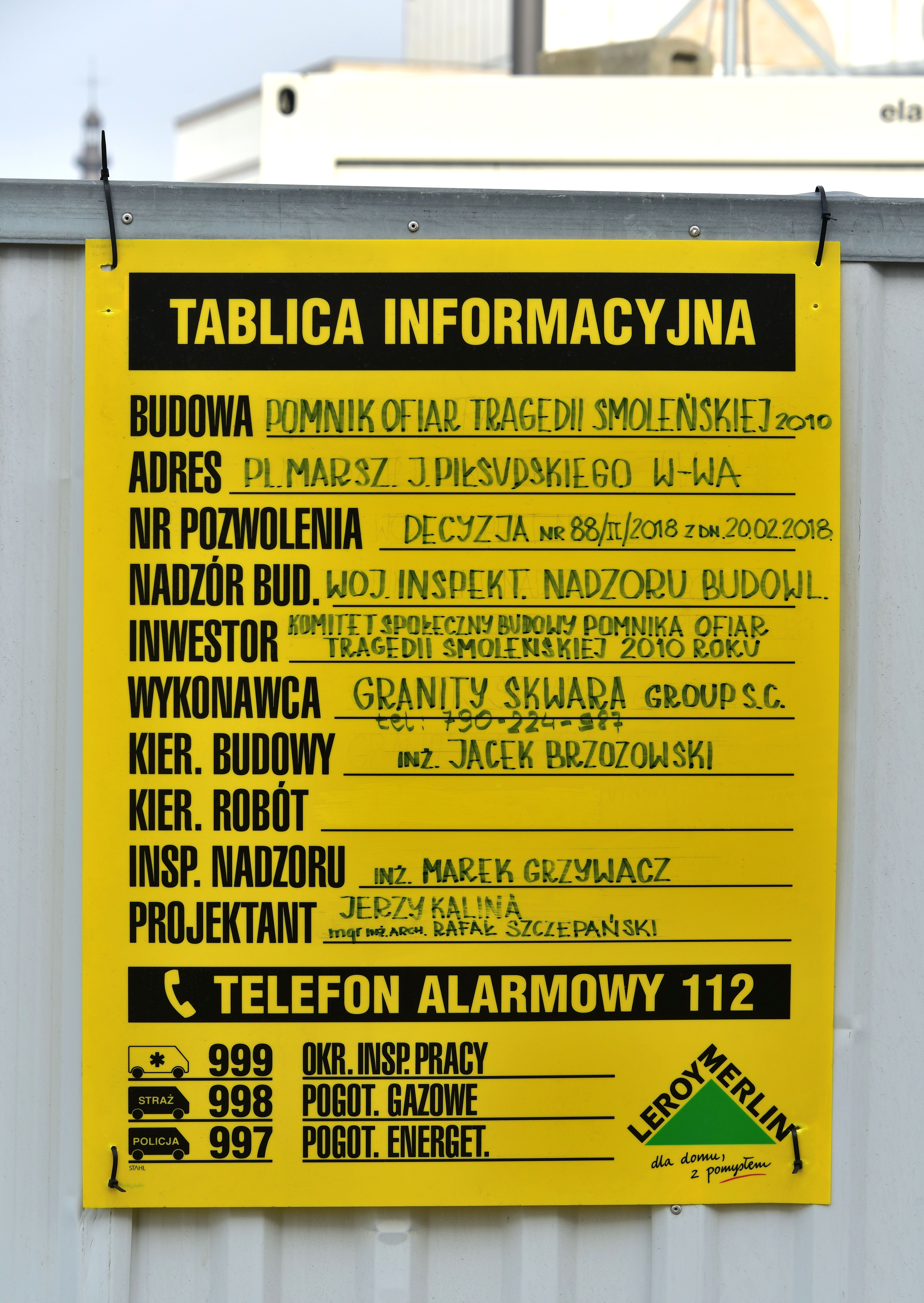
Tablica informacyjna - stary wzór obowiązujacy do 09.2020

Tablica informacyjna – tablica umieszczana na budowie (lub rozbiórce), zawierająca podstawowe informacje o budowie i osobach będących uczestnikami procesu budowlanego oraz danymi kontaktowymi. Wygląd, sposób umieszczenia tablicy oraz zakres informacji wymaganych, które powinny się na niej znaleźć, określa art. 45b Prawa budowlanego.
Zgodnie z ustawą tablica ma kształt prostokąta. Napisy, o wysokości co najmniej 6 cm, należy wykonać w kolorze czarnym na żółtym tle, w sposób czytelny. W praktyce najczęściej kupowana jest gotowa tablica, wykonana z tworzyw sztucznych, z odpowiednimi polami do wypełnienia.
Obowiązek umieszczenia tablicy informacyjnej na budowie (lub rozbiórce) spoczywa, zgodnie z art. 45a ust. 1 pkt 3 lit. a Prawa budowlanego, na kierowniku budowy.